# Tetrablemma thamin
Espèce
Tetrablemma thamin est une espèce d'araignées aranéomorphes de la famille des Tetrablemmidae.

## Distribution
Cette espèce est endémique de la région de Magway en Birmanie,.

## Description
Le mâle holotype mesure 1,14 mm et la femelle paratype 1,18 mm.

## Publication originale
- Labarque & Grismado, 2009 : Description of a new species of armored spider from Myanmar (Araneae: Tetrablemmidae). Zootaxa, no 2143, p. 55–58.